# Blankenburg (Harz)
Blankenburg am Harz là một đô thị ở huyện Harz, trong bang Sachsen-Anhalt, Đức. Đô thị Athenstedt có diện tích 148,91 km².